# Alfred Eickworth
 (mai 2024).
Alfred Eickworth (né le 11 juin 1907 à Gablenz, mort le 29 novembre 1943 à Kárpathos) est un résistant allemend au nazisme.

## Biographie
Eickworth grandit à Gablenz, près de la ville de Crimmitschau et est serrurier, tisserand et coiffeur. En 1931, il est d'abord membre du SAP, mais passe au KPD l'année suivante. Il devient secrétaire local du KPD et organise activement la résistance dans la région de Crimmitschau après l'arrivée au pouvoir des nazis en 1933 et 1934. Le mouvement de résistance, également connu sous le nom de Groupe Alfred Eickworth, est finalement écrasé en avril 1934. Au total, 165 personnes sont arrêtées dans la région, dont Alfred Eickworth, qui est condamné à deux ans de prison.
Alfred Eickworth est enrôlé dans le bataillon 999 et envoyé en Grèce début février 1943. Il déserte sur l'île de Kárpathos à l'automne 1943 pour rejoindre les partisans locaux. Il est grièvement blessé par des tirs de SS et meurt des suites de ses blessures. Un jeune Grec qui aida Eickworth à s'échapper est ensuite torturé à mort. La tombe d'Eickworth à Kárpathos existe encore aujourd'hui et est entretenue par la population locale.
À l'époque de la RDA, un monument avec un buste commémore Alfred Eickworth à Gablenz. Une rue et l'école polytechnique locale (POS) portaient également son nom. Après la fin de la RDA, le monument d'Eickworth à Gablenz est supprimé et la rue est renommée Gablenzer Hauptstrasse. L'écrivain et homme politique Gerhard Zwerenz, originaire de Gablenz, aborde ce sujet de manière critique dans un chapitre séparé de son ouvrage de 2004 Sklavensprache und Revolte, der Bloch-Kreis und seine Feinde in Ost und West .
Son fils est le sculpteur Hans Eickworth.